# Yexi (köping i Kina, Shanxi)
Yexi (kinesiska: 冶西, 冶西镇) är en köping i Kina. Den ligger i provinsen Shanxi, i den norra delen av landet, omkring 89 kilometer öster om provinshuvudstaden Taiyuan. Antalet invånare är 14 165. Befolkningen består av 6 931 kvinnor och 7 234 män. Barn under 15 år utgör 17,0 %, vuxna 15-64 år 75 %, och äldre över 65 år 7,0 %.
Genomsnittlig årsnederbörd är 655 millimeter. Den regnigaste månaden är juli, med i genomsnitt 217 mm nederbörd, och den torraste är december, med 4 mm nederbörd.